# Alfred Foulet
Alfred Lucien Foulet (* 5. Dezember 1900 in Haverford, Pennsylvania; † 15. April 1987 in Princeton (New Jersey)) war ein US-amerikanischer Romanist und Mediävist französischer Herkunft.

## Leben und Werk
Alfred Lucien Foulet war der Sohn von Lucien Foulet. Er verbrachte seine Kindheit in den Vereinigten Staaten, studierte in Paris (Abschluss 1921) und promovierte 1927 in Princeton mit der Arbeit Introduction to an edition of the Couronnement de Renard (Princeton 1929). Foulet lehrte an der Princeton University von 1927 bis 1930 als Instructor, von 1930 bis 1945 als Assistant Professor, von 1945 bis 1953 als Associate Professor und von 1953 bis zu seiner Emeritierung 1966 als Professor für Romanistik. 

## Weitere Werke
- (Hrsg.) Jean Sarrasin, Lettre à Nicolas Arrode, 1249. Paris 1924.
- (Hrsg.) Le Couronnement de Renard. Poème du XIIIe siècle. Princeton/Paris 1929, New York 1965.
- (Hrsg. mit anderen) The Medieval French „Roman d’Alexandre“. 7 Bände. Princeton/Paris 1937–1976.
- (mit Mary Blakely Speer) On editing Old French texts. Lawrence (KA) 1979.
- (Hrsg. mit Karl David Uitti) Chrétien de Troyes: Le chevalier de la charrette (Lancelot). Paris 1989, 2010 (Classiques Garnier).